# Olaya
Olaya è un comune del dipartimento di Antioquia in Colombia. Il centro abitato venne fondato da Francisco Herrera y Campuzano nel 1773, mentre l'istituzione del comune è del 1936. È collegato alla città di Santa Fe de Antioquia dal ponte di Occidente sul fiume Cauca.